# Quelque chose se prépare
Pour plus de détails, voir Fiche technique et Distribution.
Quelque chose se prépare ou Qu'est-ce qui se mijote? (Somethin's Cookin') est un court-métrage d'animation des productions fictives de Maroon Cartoons ayant pour héros le lapin Roger Rabbit et Baby Herman, film qui sert d'entrée en matière au long métrage Qui veut la peau de Roger Rabbit (1988).

## Synopsis
"Maman" charge Roger de garder Baby Herman pendant son absence chez le coiffeur. Herman sort de son parc et arrive dans la cuisine. Il essaye de s'emparer des gâteaux au-dessus du frigo en semant et provoquant sans faire exprès des nombreux pièges dans lesquels Roger tombe.

## Fiche technique
- Titre original : Somethin's Cookin'[1]
- Autres titres
  -  France : Quelque chose se prépare[2] ou Qu'est-ce qui se mijote?
- Sorti : 23 juin 1988 avec Qui veut la peau de Roger Rabbit ?
- Durée : 3 min 29[2].

Les artistes et techniciens ne sont pas crédités séparément du film Qui veut la peau de Roger Rabbit ? et ne sont donc pas mentionnés ici.

## Commentaires
Le film débute à la 34e seconde de Qui veut la peau de Roger Rabbit ? et l'arrivée du réalisateur fictif, Raoul, joué ici par Joel Silver se fait au bout de 4 min 03. Dans le monde de fiction, il serait un Maroon Cartoon. Le court métrage est toutefois incomplet dans la version du film car interrompu par Raoul, le réalisateur énervé par le fait que Roger n'arrive pas à "avoir/voir" des étoiles après le choc d'un frigo reçu sur sa tête comme indiqué dans le script, à la place ce sont des oiseaux.
Plusieurs autres courts-métrages ont été réalisés par les studios Disney après les premiers succès du film  et diffusé en avant-première d'autres productions de Disney : 
- Bobo Bidon (1989)
- Lapin Looping (1990)
- Panique au Pique-Nique (1993).